# Renzo De Vecchi
Renzo De Vecchi (Milán, Provincia de Milán, 3 de febrero de 1894 - Ibídem, 14 de mayo de 1967) fue un futbolista y director técnico italiano. Se desempeñaba en la posición de defensa.

## Selección nacional
Fue internacional con la selección de fútbol de Italia en 43 ocasiones. Debutó el 27 de mayo de 1910, en un encuentro amistoso ante la selección de Hungría que finalizó con marcador de 6-1 a favor de los húngaros.

## Clubes

### Como futbolista
| Club           | País   | Año         |
| -------------- | ------ | ----------- |
| A. C. Milan    | Italia | 1909 - 1913 |
| Genoa C. F. C. | Italia | 1913 - 1916 |
| Brescia Calcio | Italia | 1916 - 1917 |
| Genoa C. F. C. | Italia | 1917 - 1929 |

### Como entrenador
| Club           | País   | Año         |
| -------------- | ------ | ----------- |
| Genoa C. F. C. | Italia | 1927 - 1930 |
| A. C. Rapallo  | Italia | 1930 - 1933 |
| Genoa C. F. C. | Italia | 1935        |

## Palmarés

### Como futbolista
| Título  | Club           | País   | Año     |
| ------- | -------------- | ------ | ------- |
| Serie A | Genoa C. F. C. | Italia | 1914-15 |
| Serie A | Genoa C. F. C. | Italia | 1922-23 |
| Serie A | Genoa C. F. C. | Italia | 1923-24 |

### Como entrenador
| Título  | Club           | País   | Año     |
| ------- | -------------- | ------ | ------- |
| Serie B | Genoa C. F. C. | Italia | 1934-35 |